# Clinton Kaersenhout
Clinton Kaersenhout (3 september 1974 - Paramaribo, 12 augustus 2016) was een Surinaams zanger, songwriter, acteur en radio-dj. Hij zong tijdens drie edities van SuriPop, waaronder in 1996 met Haito Doest het winnende lied Aku cinta padamu. Daarnaast acteerde hij bijna twintig jaar voor het Theatercollectief.

## Biografie
Kaersenhout groeide op in een gezin met zes kinderen. Hij zong bij elke gelegenheid waar hij de kans kreeg en wist al jong dat hij bekend wilde worden. Samen met zijn zusje deed hij in 1987 aan een talentenjacht van de SRS mee en ze eindigden op de derde plaats. Hij sloot zich aan bij meerdere koortjes.
Hij maakte in 1996 zijn debuut tijdens SuriPop. Hij en Haito Doest zongen toen het door Siegfried Gerling geschreven en winnende lied Aku cinta padamu. Gerling herinnert zich dit moment als de start voor de artiest: "De fotogenieke, creatieve, sympathieke publiekslieveling Clinton Kaersenhout was geboren." Kaersenhout omschrijven als veelzijdig talent was volgens hem een understatement. "Clinton gaf zich ten volle, ook al bestond de gage uit het daglicht en de ingeademde lucht," aldus Gerling.
Kaersenhout maakte meerdere keren zijn opwachting tijdens SuriPop. Tijdens andere edities zong hij Ik had het moeten weten en Sori mi na pasi (van Thea Valk). Samen met Ngina Devis zong hij het lied A special friend dat door Gail Eijk was geschreven. Hij schreef ook zelf liedjes en was verder radio-dj.
Daarnaast was hij acteur in het Theatercollectief dat onder leiding stond van Sharda Ganga. Ondanks zijn talent is hij in Suriname blijven wonen en niet naar het buitenland vertrokken. Voor het collectief speelde hij bijna twintig jaar. Aanvankelijk wekte hij de indruk dat hij analfabeet was, totdat duidelijk werd dat hij te ijdel was om toe te geven dat hij een bril nodig had. Volgens Ganga speelde Kaersenhout vaak de moeilijkste rollen. In Yorkafowru van Edgar Cairo speelde hij de rol van Elzaro. Het stuk gaat over een ongeboren kind dat voor de keuze staat tussen de dood of een leven in Suriname. Andere rollen waren die van de Afrikaanse prins Oroonoko die tot slaaf gemaakt werd, Kurumu als enige overlevende van het bloedbad van Moiwana, en een patiënt in het psychiatrisch tehuis Mama Sranan.
In 2009 eindigde de samenwerking met Ganga en het Theatercollectief, waarna hij vrijwel uit beeld verdween. In deze tijd was hij inmiddels verslaafd aan drugs. In 2012 was nog een filmpje op het internet te zien waarin Dave Edhard hem had vastgelegd en in 2014 verscheen Kaersenhout in een videoclip van de rapper Crazy G.
Op een gegeven moment lag hij enige tijd met longproblemen in het AZP. Hier overleed hij op 12 augustus 2016. Clinton Kaersenhout is 41 jaar oud geworden.